# Crenicichla lenticulata
Crenicichla lenticulata é uma espécie de peixe sul-americano de água doce.